# Ricomincio da due
Ricomincio da due è stata una trasmissione televisiva di Rai Due condotta da Raffaella Carrà, andata in onda per due edizioni a partire dal 6 gennaio 1990 fino al 31 marzo 1991 il sabato e la domenica dalle ore 12:00 alle ore 16:00 presso gli studi Dear.

## Il programma
Visto il clamoroso successo della precedente edizione di Raffaella Venerdì, Sabato e Domenica... viene riproposto il programma rivisto e corretto nella formula e nella programmazione: infatti viene eliminata la trasmissione del venerdì sera e vengono lasciate solamente quelle del sabato e della domenica pomeriggio ora ufficialmente intitolate solo Ricomincio da due, con impostazioni totalmente diverse fra una giornata e l'altra.
La puntata del sabato vede la partecipazione di Vittorio Sgarbi ed è un talk show d'approfondimento. Gli ingredienti sono dunque l'attualità (sia quella politica che quella di costume) e la cronaca, con l'intervento di ospiti ed esperti. Inoltre viene attivato il Telefono arcobaleno, per dare voce alle parole dei telespettatori, che dicono la propria opinione sull'argomento discusso in quella puntata. 
Nella puntata della domenica invece è il varietà a farla da padrone. Come ospiti fissi ci sono la modella Clarissa Burt, l'attrice comica Alessandra Casella, Toni Garrani, Michele Mirabella e nove comici che sono i finalisti della trasmissione Stasera mi butto, denominati La compagnia del buonumore. Clarissa Burt si esibisce per la prima volta come cantante e conduce il "Tg X" presentando i suoi redattori che si alternano con notizie e numeri comici. Alessandra Casella si esibisce in sketch comici, fa imitazioni di personaggi famosi e lancia alcuni nuovi personaggi. Raffaella nel proprio salotto riceve invece numerosi ospiti che giocano al "Se fosse", in cui attraverso una serie di domande si deve indovinare un personaggio celebre: i telespettatori sono coinvolti da casa a telefonare ed indovinare chi è il personaggio misterioso per aggiudicarsi il montepremi di 3.000.000 di lire. 
La domenica, oltre al programma in sé, è in onda anche "Fuori onda", una striscia di un'ora condotta da Raffaella con La Premiata Ditta e Michele Mirabella, che racconta il dietro le quinte del programma in onda da lì a poco. 
Il 18 novembre 1991 è in onda, in prima serata, Bellissimo Beautiful, speciale dedicato al celebre serial, con Raffaella Carrà ed il cast della soap. 
La sigla del programma del sabato è Inviato speciale, contenuta nell'album omonimo che contiene anche il nuovo ballo delle Antille chiamato Soca dance, il quale diventa invece la sigla della puntata domenicale.

## Ascolti
Ricomincio da due viene premiato dai telespettatori, con un ascolto medio di oltre 6 milioni a puntata e uno share pari al 40%. Per la prima volta nella storia della televisione italiana si infrange lo storico mito di Domenica in, diretta quell'anno da Gianni Boncompagni e condotta da Gigi Sabani, e Rai Due supera l'ascolto domenicale di Rai Uno.

## L'allarme bomba
Durante la puntata dell'11 novembre 1990, arrivarono tre telefonate da parte di sedicenti gruppi armati rivoluzionari che segnalarono la presenza di una bomba negli studi della Dear. Per questo, mentre Raffaella continuava a leggere lo sponsor, il pubblico venne fatto sfollare. La regia poi comunicò anche a Raffaella e alla collega Ilaria Moscato di uscire dallo studio. La Carrà, incredula, lasciò lo studio alle 15:55. La rete trasmise fino alle 16:29 alcuni spezzoni di repertorio e pubblicità, per poi riprendere la diretta.